# Dejkaliwka
Dejkaliwka (ukr. Дейкалівка) – wieś na Ukrainie, w obwodzie połtawskim, w rejonie połtawskim, w hromadzie Zińkiw. W 2001 liczyła 948 mieszkańców, spośród których 931 wskazało jako ojczysty język ukraiński, 10 rosyjski, a 7 mołdawski.